# CBU-55
CBU-55 – amerykańska bomba kasetowa. Składa się z kasety SUU-49 i trzech bomb paliwowo-powietrznych BLU-73.
Wersje:
- CBU-55/B – 3 bomby BLU-73A/B w kasecie SUU-49/B, wersja przenoszona przez śmigłowce i samoloty o niewielkiej prędkości.
- CBU-55A/B – 3 BLU-73A/B in SUU-49A/B, wersja przenoszona przez szybsze samoloty odrzutowe.